# Zdravko Ježić
Zdravko Ježić dit Pusko (né le 17 août 1931 à Niš, mort le 19 juin 2005 à New York) est un joueur de water-polo yougoslave (croate). Il remporte la médaille d'argent lors des Jeux olympiques de 1952 et de 1956. Il termine 4e en 1960.